# Långtjärnen (Säters socken, Dalarna)
Långtjärnen är en sjö i Säters kommun i Dalarna och ingår i Dalälvens huvudavrinningsområde.